# Oberölschnitz
Oberölschnitz ist ein Gemeindeteil der Gemeinde Emtmannsberg im Landkreis Bayreuth (Oberfranken, Bayern). Oberölschnitz liegt in der Gemarkung Birk.

## Lage
Das Dorf liegt am Oberölschnitzer Bach, einem linken Zufluss der Ölschnitz. Im Westen steigt das Gelände zum Galgenberg (483 m ü. NHN) und der Dreiköpfigen Tanne an. Eine Gemeindeverbindungsstraße führt zur Kreisstraße BT 17 (1 km nordöstlich) bzw. nach Reuthaus (1,3 km südwestlich).

## Geschichte
Gegen Ende des 18. Jahrhunderts gab es in Oberölschnitz 24 Anwesen. Die Hochgerichtsbarkeit und die Dorf- und Gemeindeherrschaft standen dem bayreuthischen Stadtvogteiamt Creußen zu. Grundherren waren das Hofkastenamt Bayreuth (5 Söldengüter, 1 Sölde, 1 Tropfsölde mit Zapfenschenke, 1 Gemeindehirtenhaus), die Hofkanzlei Bayreuth (1 Söldengut), das Verwalteramt Emtmannsberg (1 Hof, 2 Halbhöfe, 1 Mühle, 5 Sölden, 2 Viertelsölden), das Gotteshaus Creußen (1 Höflein, 2 Söldengüter) und die Pfarrei Creußen (1 Sölde).
Von 1797 bis 1810 unterstand der Ort dem Justiz- und Kammeramt Pegnitz. Nachdem im Jahr 1810 das Königreich Bayern das Fürstentum Bayreuth käuflich erworben hatte, wurde Unterölschnitz bayerisch. Infolge des Ersten Gemeindeedikts wurde Oberölschnitz 1812 dem Steuerdistrikt Birk und der Ruralgemeinde Birk zugewiesen. 1871 beantragten Linhardshaus, Oberölschnitz, Reuthaus, Seidelmühle, Unterölschnitz die Umgemeindung nach Hauendorf, was jedoch nicht genehmigt wurde. Im Rahmen der Gebietsreform in Bayern wurde Oberölschnitz am 1. Mai 1978 in die Gemeinde Emtmannsberg eingegliedert.